# Bezirkshauptmann
Der Bezirkshauptmann oder die Bezirkshauptfrau (in der Mehrzahl üblicherweise: Bezirkshauptleute) ist in Österreich Leiter einer Bezirkshauptmannschaft. Der Bezirkshauptmann vertritt die Bezirkshauptmannschaft nach außen. Alle Aufgaben, die der Bezirkshauptmannschaft als Behörde zukommen, liegen beim Bezirkshauptmann, der sie weiter delegieren kann. Daher werden Schreiben der Bezirkshauptmannschaft für den Bezirkshauptmann gefertigt. Behörde ist aber nicht der Bezirkshauptmann, sondern die Bezirkshauptmannschaft selbst. In dieser Frage unterscheidet sich der Bezirkshauptmann zum Beispiel vom Landeshauptmann oder den Bundesministern, die jeweils selbst die Behörde sind.
Im Katastrophenfall ist der Bezirkshauptmann Leiter des Bezirksführungsstabes und damit oberster Einsatzleiter des Bezirks.
Da der Bezirkshauptmann Landesbediensteter ist, obliegt seine Ernennung der jeweiligen Landesregierung. Die Nachbesetzung erfolgt häufig aus den Reihen der Bezirkshauptmannstellvertreter. Als Berufsausbildung hat ein Bezirkshauptmann ein abgeschlossenes Jusstudium vorzuweisen.
Erst in den 1990er Jahren erreichten auch Frauen diese Positionen. So wurde in Niederösterreich 1998 mit Elfriede Mayrhofer die erste Bezirkshauptfrau ernannt.
Es obliegt auch nur der jeweiligen Landesregierung einen amtierenden Bezirkshauptmann abzusetzen. Dies gab es bisher drei Mal, zuletzt am 18. April 2024 in Tirol mit der Bezirkshauptfrau von Lienz wegen „Vertrauensverlust“.
2013 bekämpfte die Bezirkshauptfrau von Fürstenfeld ihre Abberufung im Rahmen der Bezirkszusammenlegung mit Hartberg und bekam nach drei Jahren recht. Im April sowie im November 2024 wurden die Bezirkshauptfrauen von Osttirol und der Südoststeiermark abberufen; als Grund wurde jeweils ein problematischer Führungsstil angeführt.